# 김리안
김리안(1990년 7월 13일 ~ )은 대한민국의 희극인으로 2016년 SBS 16기 공채 개그맨으로 데뷔하였다.

## 학력
- 인덕대학 방송연예과

## 방송
- SBS 《웃음을 찾는 사람들》
  - <오마이갓걸>
  - <퀵서비스맨>
  - <누가진상인가>

## 그 외 활동

### 앨범
- 너모야 - 오마이갓걸 (2017년)